# Топете-и-Карбальо, Хуан Баутиста
Хуан Баутиста Топете-и-Карбальо (исп. Juan Bautista Topete y Carballo; 24 мая 1821, Сан-Андрес-Тустла, Вице-королевство Новая Испания — 29 октября 1885, Мадрид, Испания) — испанский адмирал и государственный деятель. Морской министр Испании (1868—1871). Премьер-министр Испании (27 декабря 1870 года — 4 января 1871 года). Государственный министр (27 декабря 1870 года — 4 января 1871 года).

## Биография

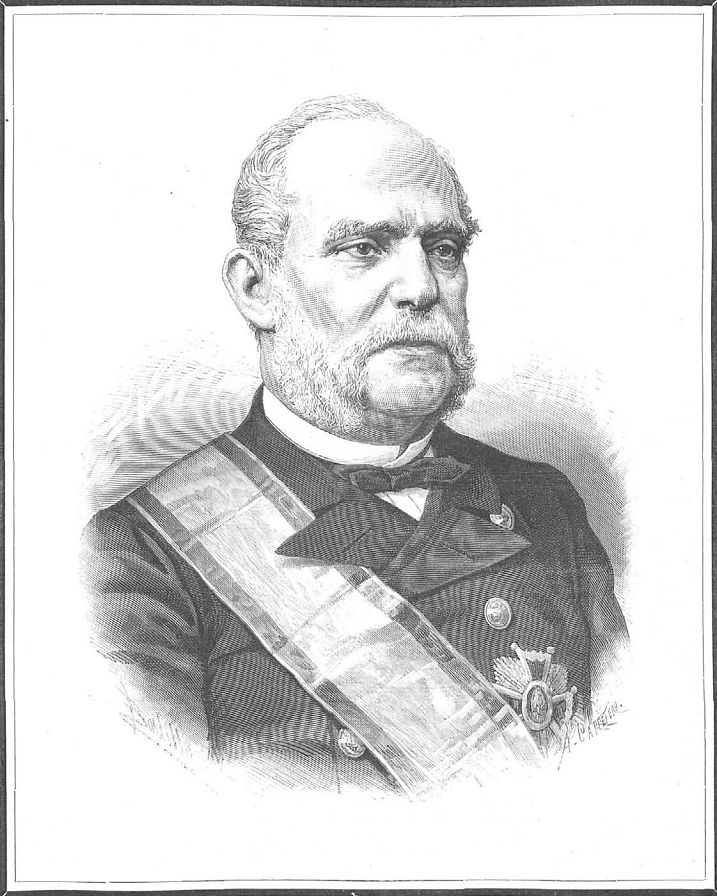
Хуана Баутиста Топете и Карбальо

Из семьи потомственных моряков. Его отец и дед также были испанскими адмиралами. В 17-летнем возрасте поступил на службу в военно-морской флот. Участник Первой карлистской войны. В 22 года стал гардемарином. За спасение матроса в 1841 году был награждён крестом за военно-морские заслуги, в 1845 году ему присвоили чин лейтенанта.
В течение трёх лет Топете служил в западном районе Индийского океана, занимался борьбой с работорговлей.
В 1857 году стал капитаном фрегата. Во время Испано-марокканской войны (1859—1860) был начальником штаба флота, за что был удостоен испанского ордена Святого Фердинанда и ордена Святого Херменегильдо.
В 1868 году, командуя эскадрой в Кадиксе, был избран депутатом и присоединился к Либеральному союзу Л. О’Доннелла и Ф. Серрано,
принял участие в революционном движении. Был отправлен капитаном фрегата «Бланка» в Тихий океан,, где участвовал в бомбардировке Вальпараисо и Кальяо, а также в других сражениях между Чили и Перу.
18 сентября 1868 года эскадра адмирала Топете, стоявшая в Кадисе, взбунтовалась. За несколько дней революция охватила весь юг и перекинулась на столицу. В результате Славной революции королева Изабелла II, отдыхавшая на море в Сан-Себастьяне, была свергнута. Узнав о революции, Изабелла бежала во Францию, где была принята Наполеоном III и его женой.
Когда королева Изабелла II бежала во Францию, Топете стал членом временного правительства и морским министром.
С 27 декабря 1870 по 4 января 1871 года занимал кресло Председателя правительства Испании (Премьер-министра Испании). С 27 декабря 1870 по 4 января 1871 года — Государственный министр.
Будучи убежденным монархистом, он поддерживал кандидатуру герцога Монпансье, мужа младшей сестры королевы Изабеллы. В ожидания короля Генеральные кортесы Испании поручили регентство маршалу Серрано, при котором Топете остался министром, но в 1871 г. вместе со всем министерством подал в отставку; в 1874 г. вновь был назначен морским министром, но в том же году вместе со всем кабинетом вышел в отставку, когда королем стал Альфонс XII, сын Изабеллы.